# Ifeanyi Ubah FC
Der Ifeanyi Ubah FC ist ein 2015 gegründeter nigerianischer Fußballverein aus Benin City, der aktuell in der ersten Liga, der Nigeria Professional Football League, spielt.

## Erfolge
- Nigeria FA Cup: 2016

## Stadion
Der Verein trägt seine Heimspiele im FC Ifeanyi Ubah International Stadium in Nnewi aus. Das Stadion hat ein Fassungsvermögen von 18.000 Personen.
Koordinaten: 5° 58′ 49,6″ N, 6° 54′ 7,7″ O

## Saisonplatzierung
| Saison  | Liga                                 | Level | Platz | Nigerian FA Cup | Nigerian Super Cup | Nigerian Federation Cup |
| ------- | ------------------------------------ | ----- | ----- | --------------- | ------------------ | ----------------------- |
| 2015    | Nigeria Professional Football League | 1     | 11.   |                 |                    |                         |
| 2016    | Nigeria Professional Football League | 1     | 4.    |                 |                    | Sieger                  |
| 2017    | Nigeria Professional Football League | 1     | 9.    |                 |                    |                         |
| 2018    | Nigeria Professional Football League | 1     | 17.   |                 |                    |                         |
| 2019    | Nigeria Professional Football League | 1     | 6     |                 |                    |                         |
| 2019/20 | Nigeria Professional Football League | 1     | 11.   |                 |                    |                         |

1. ↑  Die Saison wurde nach dem 25. Spieltag abgebrochen.

## Trainerchronik
| Trainer                      | Nation    | von                | bis               |
| ---------------------------- | --------- | ------------------ | ----------------- |
| Everton Rafael Assis de Lira | Brasilien | 1. Januar 2016     | 12. Oktober 2017  |
| Mitko Dobrev                 | Bulgarien | 17. September 2016 | 9. Mai 2019       |
| Ladan Bosso                  | Nigeria   | 1. Januar 2018     | 31. Dezember 2018 |
| Uche Okagube                 | Nigeria   | 1. Januar 2019     | heute             |